# Schronisko na Straszykowej Górze Dziewiąte
Schronisko na Straszykowej Górze Dziewiąte, Schronisko na Straszykowej Górze w Ostańcu IX – jaskinia we wsi Ryczów, w województwie śląskim, w powiecie zawierciańskim, w gminie Ogrodzieniec na Straszykowej Górze. Wzniesienie to należy do mikroregionu Wyżyna Ryczowska na Wyżynie Częstochowskiej będącej częścią Wyżyny Krakowsko-Częstochowskiej.

## Opis obiektu
Schronisko znajduje się w ostańcu, któremu wspinacze skalni nadali nazwę Kominowa. Dość duży otwór schroniska znajduje się na wysokości 2 m nad północno-zachodnią podstawą Kominowej i jest łatwo dostępny. Schronisko ma postać niskiej, ale szerokiej nyży. Powstało w późnojurajskich wapieniach skalistych w strefie freatycznej. Nie ma namuliska. Ze względu na duży otwór i małą długość jest całkowicie poddane wpływom środowiska zewnętrznego. Jego ściany porastają mchy i porosty.
Schronisko znane było od dawna. Po raz pierwszy opisali go M. Szelerewicz i A. Górny w maju 1991 r. Oni też opracowali jego plan.

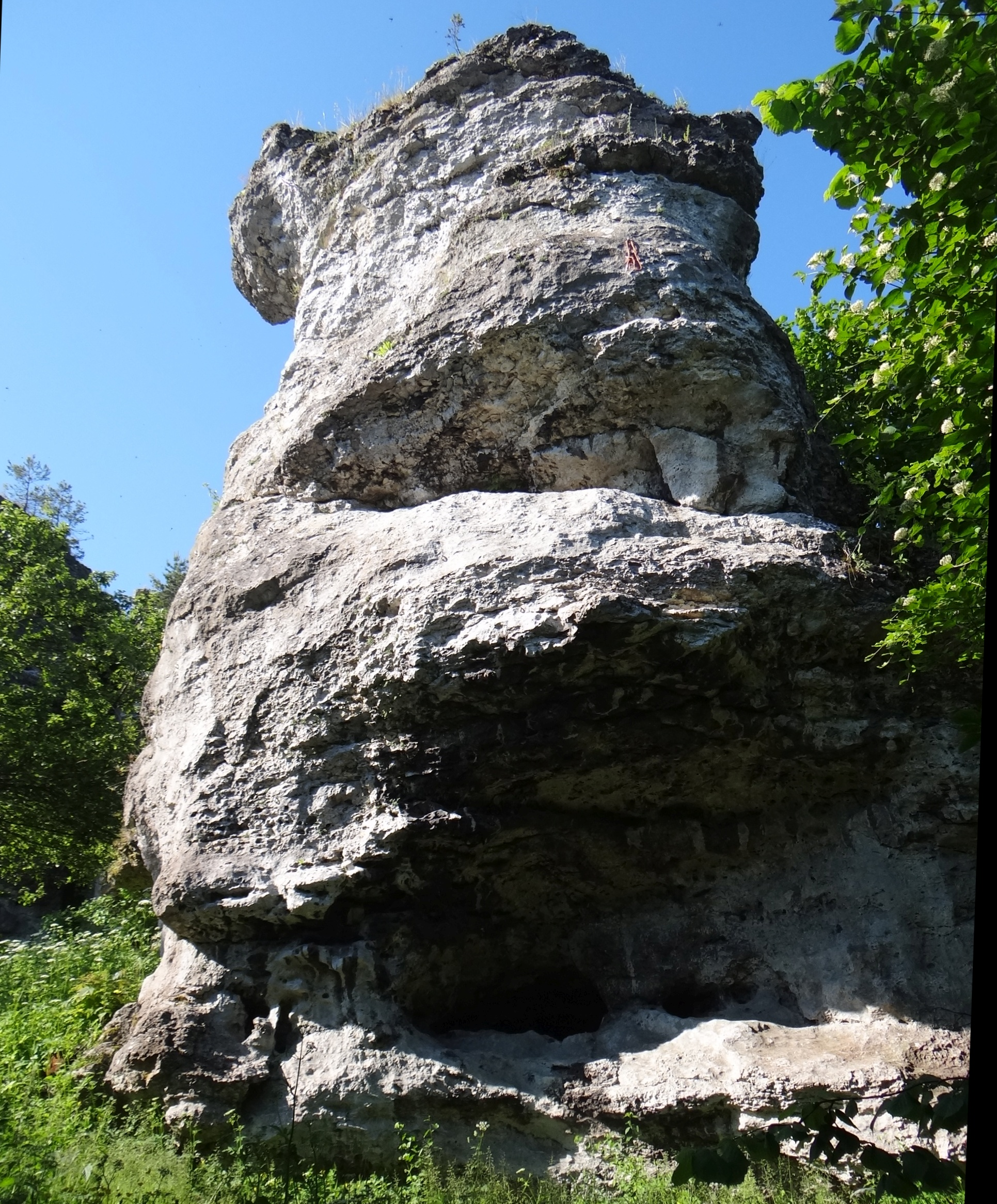
Kominowa
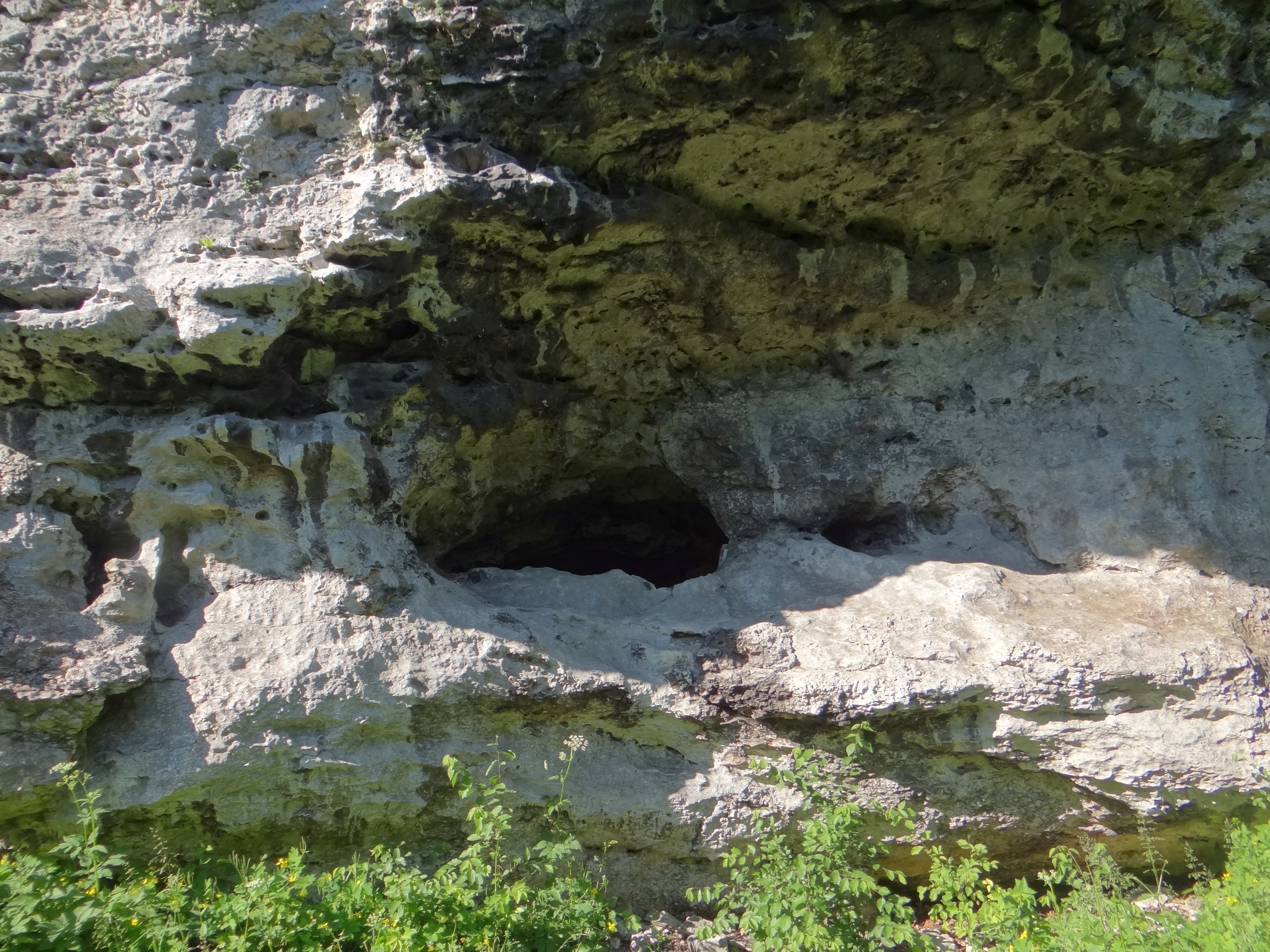
Otwór schroniska
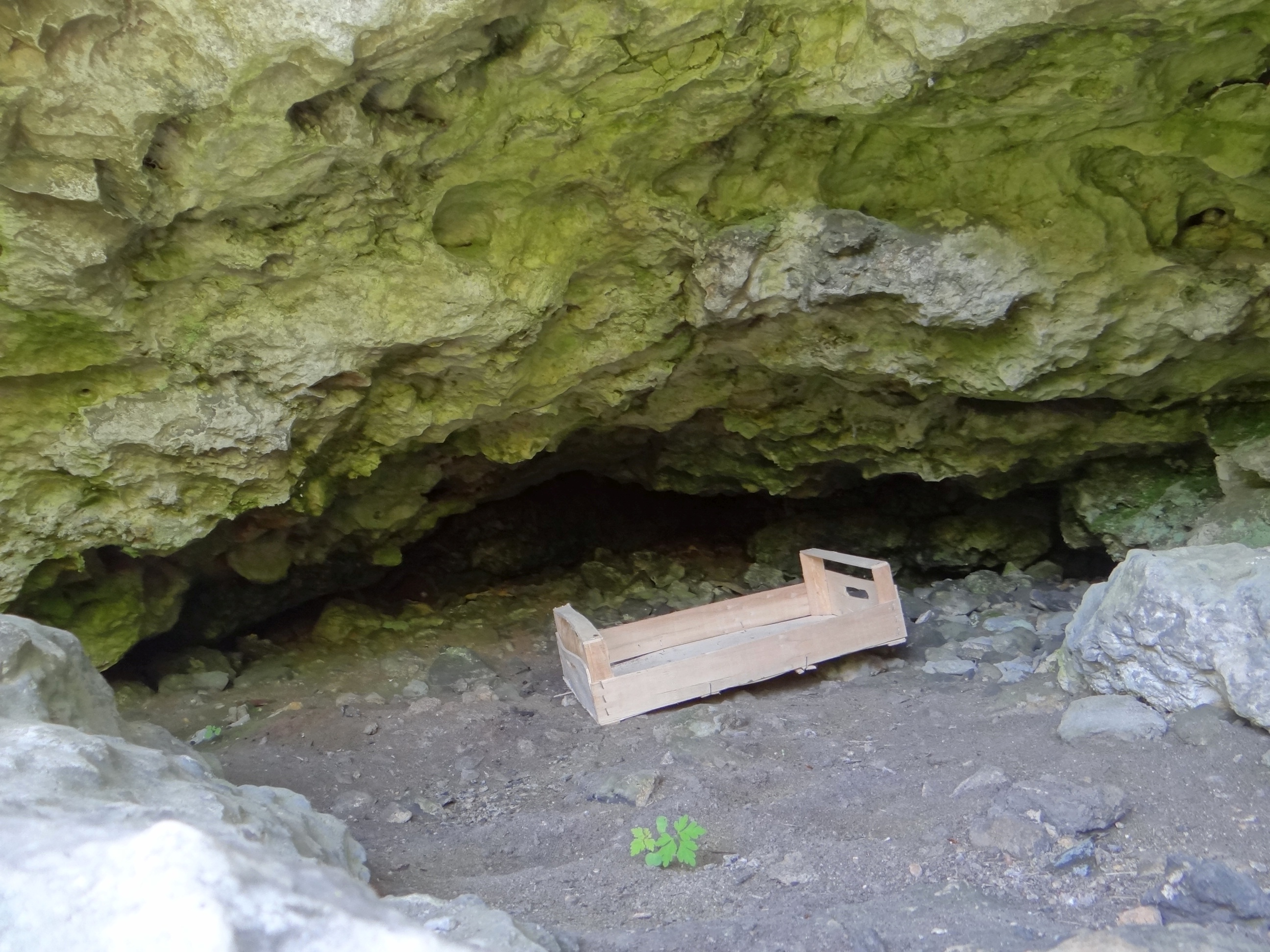
Schronisko